# Mangora chuquisaca
Mangora chuquisaca là một loài nhện trong họ Araneidae.
Loài này thuộc chi Mangora. Mangora chuquisaca được Herbert Walter Levi miêu tả năm 2007.